# برايان ماسون
برايان ماسون هو سياسي كندي، ولد في 12 أكتوبر 1953 في كالغاري في كندا. حزبياً، نشط في Alberta New Democratic Party ‏. وقد انتخب عضو الجمعية التشريعية ألبرتا عن دائرة Edmonton-Highlands-Norwood ‏ خلال فترته النيابية ‏.